# باول كوستا (لاعب كرة قدم أمريكية)
باول كوستا (بالإنجليزية: Paul Costa)‏ هو لاعب كرة قدم أمريكية أمريكي، ولد في 7 ديسمبر 1941 في بورت تشيستير في الولايات المتحدة، وتوفي في 12 أكتوبر 2015 في غرابفين في الولايات المتحدة.

## وصلات خارجية
- باول كوستا على موقع مرجع كرة القدم المحترفة.كوم (الإنجليزية)